# Боровиківська сільська рада (Чернігівський район)
Боровикі́вська сільська́ ра́да — орган місцевого самоврядування у Чернігівському районі Чернігівської області. Адміністративний центр — село Боровики.

## Загальні відомості
Боровиківська сільська рада утворена в 1919 році.
- Територія ради: 89,69 км²
- Населення ради: 507 осіб (станом на 2001 рік)

## Населені пункти
Сільській раді підпорядковані населені пункти:
- с. Боровики
- с. Будище
- с. Василева Гута
- с. Ворохівка
- с. Ліски
- с. Лісне
- с. Хатилова Гута

## Склад ради
Рада складається з 12 депутатів та голови.
- Голова ради: Дубина Юрій Михайлович
- Секретар ради:

### Керівний склад попередніх скликань
| ПІБ                       | Основні відомості                                                                       | Дата обрання | Дата звільнення |
| ------------------------- | --------------------------------------------------------------------------------------- | ------------ | --------------- |
| Любченко Михайло Петрович | Сільський голова, 1957 року народження, освіта середня спеціальна, член Народної партії | 26.03.2006   | 31.10.2010      |
| Любченко Михайло Петрович | Сільський голова, 1957 року народження, освіта середня спеціальна, член Народної партії | 31.10.2010   | 30.03.2015      |

Примітка: таблиця складена за даними джерела.

### Депутати
За результатами місцевих виборів 2010 року:
- Кількість мандатів: 12
- Кількість мандатів, отриманих за результатами виборів: 12

#### За суб'єктами висування
| Суб'єкт висування | Кількість обраних депутатів | %   |
| ----------------- | --------------------------- | --- |
| Самовисування     | 12                          | 100 |

#### За округами
| № округу        | Прізвище, ім'я, по батькові     | Дата визнання обраним | Освіта             | Партійна приналежність | Відомості про обраного депутата                                             |
| --------------- | ------------------------------- | --------------------- | ------------------ | ---------------------- | --------------------------------------------------------------------------- |
| Партія регіонів |                                 |                       |                    |                        |                                                                             |
| 3               | Виниченко Анатолій Степанович   | 02.11.2010            | середня            | член Партії регіонів   | Боровиківська загальноосвітня школа І-ІІ ст., слюсар                        |
| 4               | Буренок Надія Олександівна      | 02.11.2010            | середня            | член Партії регіонів   | тимчасово не працює                                                         |
| 5               | Горбатюк Микола Володимирович   | 02.11.2010            | середня спеціальна | член Партії регіонів   | тимчасово не працює                                                         |
| 6               | Щербенко Ганна Іванівна         | 02.11.2010            | середня            | член Партії регіонів   | пенсіонер                                                                   |
| 7               | Мальцева Ганна Іванівна         | 02.11.2010            | середня            | позапартійна           | пенсіонер                                                                   |
| 8               | Шовкун Світлана Олександрівна   | 02.11.2010            | середня            | член Партії регіонів   | Боровиківське відділення зв'язку, листоноша                                 |
| Самовисування   |                                 |                       |                    |                        |                                                                             |
| 1               | Пильник Валентина Іванівна      | 02.11.2010            | вища               | позапартійна           | Боровиківська загальноосвітня школа І-ІІ ст., вчитель                       |
| 2               | Команда Петро Євгенійович       | 06.05.2012            | вища               | член Народної партії   | Чернігівська районна рада, Начальник загального відділу виконавчого апарату |
| 9               | Коровченко Валентина Миколаївна | 02.11.2010            | середня            | позапартійна           | Боровиківська сільська рада, касир                                          |
| 11              | Казаркіна Валентина Миколаївна  | 02.11.2010            | середня            | позапартійна           | Боровиківська сільська рада, секретар                                       |
| 12              | Шкляр Василь Михайлович         | 02.11.2010            | середня            | позапартійний          | пенсіонер                                                                   |